# NGC 6029
NGC 6029 est une lointaine galaxie lenticulaire compacte située dans la constellation du Serpent. Sa vitesse par rapport au fond diffus cosmologique est de 10 455 ± 8 km/s, ce qui correspond à une distance de Hubble de 154,2 ± 10,8 Mpc (∼503 millions d'al). NGC 6029 a été découverte par l'astronome allemand Albert Marth en 1864.
Selon la base de données Simbad, NGC 6029 est une galaxie à noyau actif. En raison d'une brillance de surface égale à 14,51 mag/am2, on peut qualifier NGC 6029 de galaxie à faible brillance de surface (LSB en anglais pour low surface brightness). Les galaxies LSB sont des galaxies diffuses (D) avec une brillance de surface inférieure de moins d'une magnitude à celle du ciel nocturne ambiant.
À ce jour, une mesure non basée sur le décalage vers le rouge (redshift) donne une distance d'environ 166,000 Mpc (∼541 millions d'al). Cette valeur est tout juste à l'extérieur des valeurs de la distance de Hubble.